# Cratere Dese
Dese  è un cratere sulla superficie di Marte.